# 崔燽
崔燽（？—？），字攀龙，山東萊州府平度州人，明朝政治人物。

## 生平
万历二十八年（1600年）庚子科山东乡试舉人，萬曆二十九年（1601年）聯捷辛丑科進士，歴官河南封丘縣、湖廣蘄水縣知县。善临池，精于诗，惜天夺其寿，未竟其才。

## 家族
祖崔廷槐，官四川提學僉事。父崔桓，字叔武，嘉靖四十年辛酉科解元，官武邑知县。